# Sarhad
Sarhad (* in München; bürgerlich Sarhad Sagvan Abdulkhaleq) ist ein deutscher Rapper und Sänger aus Kiel.

## Leben
Sarhads Eltern sind Kurden aus Duhok im Irak und kamen als Kriegsflüchtlinge nach Deutschland. Er wurde in München geboren und verbrachte dort die ersten sechs Jahre seines Lebens. Immer wieder musste er mit seinen Eltern von einem Heim ins nächste ziehen, bis der Weg der Familie schließlich nach Ludwigshafen am Rhein führte. Doch auch dort konnte Sarhad nicht heimisch werden und zog im Alter von 13 Jahren weiter nach Kiel, wo er im Stadtteil Mettenhof aufwächst.
Der Rapper Levo aus dem Umfeld von Eno wurde über Instagram auf ihn aufmerksam. 2020 unterschrieb er bei Enos Label Fuchs, wo auch die Rapper Xidir und Dani unter Vertrag sind.
Im März erschien seine erste Single Sinne. Im Mai folgte die zweite Single Willkommen. Im Juli erreichte Sarhad mit Sinne erstmal die Offiziellen Deutschen Charts. Der Song stieg bis auf Platz 33 und konnte sich 14 Wochen in den Charts halten. Im Oktober knackte der Track die 10 Millionen Aufrufe.

## Diskografie
Singles
- 2020: Sinne
- 2020: Willkommen
- 2020: Traum (feat. Xidir)
- 2020: Down
- 2020: Dunkel
- 2021: Seele brennt (feat. Ra’is)
- 2021: Wunden
- 2021: Blut (Mois & Maestro feat. Massiv, Manuellsen, Sarhad, Azzi Memo, Pietro Lombardi, Ramo, Fard, Mert, Z, King Khalil, Sinan-G & KAY AY; Promo-Single; #8 der deutschen Single-Trend-Charts am 2. April 2021[7])